# Manacus vitellinus
Manacus vitellinus là một loài chim trong họ Pipridae.
Loài này được tìm thấy ở Colombia, Costa Rica, và Panama. Môi trường sống tự nhiên của chúng là rừng ẩm vùng đất thấp nhiệt đới hoặc cận nhiệt đới và rừng trước đây suy thoái nghiêm trọng.